# Дермоди, Мейв
Мейв Дермоди (англ. Maeve Dermody; род. 2 ноября 1985 года) — австралийская актриса. После появления в фильме в возрасте 5 лет, её взрослая актерская карьера включает в себя работу на австралийском телевидении, в театре и фильмах.

## Биография

### Ранние годы
Родилась в Сиднее в семье отца психолога и матери Сюзан Мерфи Дермоди, сценариста. В семье Дермоди поощряли любовь к литературе и искусству. Впервые сыграла роль в возрасте 5 лет в фильме Breathing Under Water (1991), сценаристом которого являлась её мать. Дермоди посещала среднюю школу Мосман в Сиднее. В средней школе она активно участвовала в театральных кружках и продолжила свое актерское образование в Национальном институте театрального искусства в Сиднее, пройдя там несколько курсов.

## Карьера
Во время учебы в средней школе Дермоди начала получать роли в австралийских телесериалах, таких как All Saints (1998), а также в короткометражных фильмах. Её первая главная роль в кино была в независимом триллере Black Water (2007). Актерская игра Дермоди в «Black Water» принесла ей несколько номинаций за актерскую игру второго плана. Её следующая главная роль в кино была в фильме «Красивая Кейт» (2009), за которую она была номинирована на AFI за «Лучшую женскую роль второго плана». Сыграла главную роль в фильме Грифф-невидимка (2010), который был хорошо принят критиками. В 2015 году Дермоди снялась в роли Веры Клейторн в версии BBC One триллера Агаты Кристи «И никого не стало».